# Palacio de Sans Souci

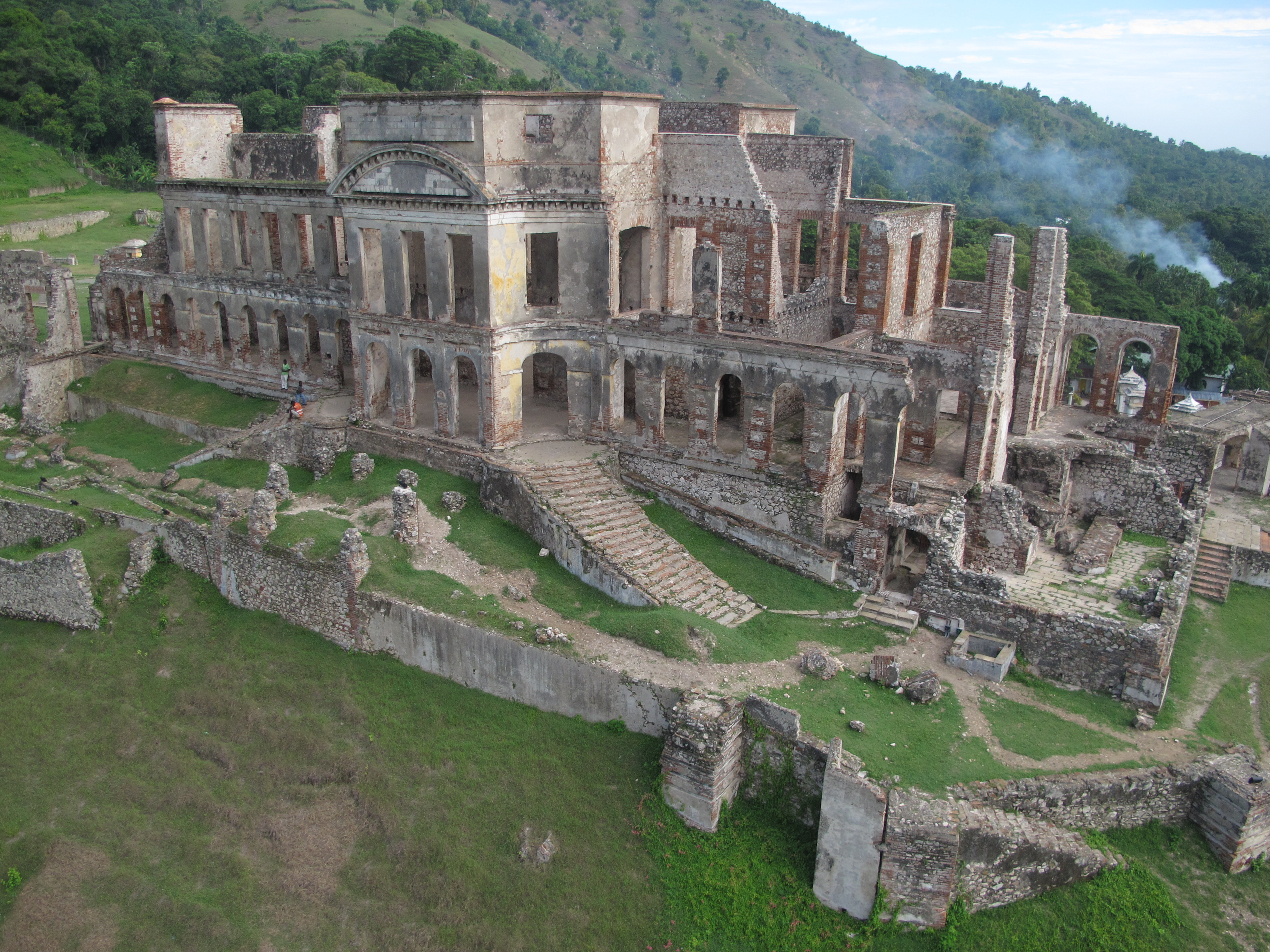

El  Palacio Sans-Souci (en francés: Palais Sans-Souci; y en criollo haitiano: Palè San-Sousi) fue la residencia real del rey Enrique I (más conocido como Henri Christophe) de Haití, la reina María Luisa y sus hijos. El palacio fue el más importante de los nueve palacios construidos por el rey, junto con los quince castillos, numerosos fuertes, y enormes casas de verano en sus veinte plantaciones. La construcción del palacio se inició en 1810 y finalizó en 1813. Está ubicado en el pueblo de Milot / Milo, Departamento Norte. Su nombre traducido del francés significa «sin preocupaciones». Fue declarado como Patrimonio de la Humanidad por la UNESCO en el año 1982 con la denominación de Parque Nacional Histórico: Ciudadela, Sans Souci, Ramiers.
Antes de la construcción de Sans-Souci, Milot era una plantación francesa que Christophe dirigió durante el periodo de la revolución haitiana. Muchos de los contemporáneos de Henri Christophe registraron su crueldad y no se sabe cuántos de los trabajadores murieron durante la construcción del palacio.
Bajo su mandato, el palacio era lugar de festividades y bailes lujosos. Tenía jardines inmensos, lujosa ornamentación y un sistema de riego. Aunque Sans-Souci es ahora una ruina vacía, en su tiempo su esplendor era notado por muchos visitantes externos. Un doctor americano mencionó que tenía “la reputación de haber sido uno de los más magníficos edificios de las Indias Occidentales.”

La espectacularidad de Sans-Souci era parte del programa de Henri Christophe para demostrar a los extranjeros, particularmente a europeos y americanos, el poder y capacidad de la raza negra. El orgullo africano en la construcción del palacio del rey fue reconocido por la observación de su asesor, Pompée Valentin Vastey (Barón Valentin de Vastey), quien dijo que el palacio y la iglesia cercana, “erigidos por los negros  africanos, mostró que no hemos perdido la habilidad arquitectónica e ingenio de nuestros ancestros que cubrieron Etiopía, Egipto, Cartago y la España antigua con sus extraordinarios monumentos.” Sin embargo, el reino de Christophe hizo uso de los signos de prestigio y modos de la monarquía europea. Estableció una nobleza hereditaria, acompañada de escudos de armas y vestimentas ceremoniales preestablecidas.
Cerca del palacio, siguiendo un sendero detrás del palacio, se encuentra la conocida fortaleza encima de la montaña, la Citadelle Laferrière, construida bajo decreto de Henri Christophe para repeler una posible invasión francesa que nunca ocurrió. Francia, la antigua potencia colonial en Haití, reconoció la independencia de Haití en 1825, cuando el país caribeño acordó pagar una indemnización ruinosa de 150 millones de francos a cambio de relaciones diplomáticas y económicas.
Paralizado por un derrame cerebral, el rey Enrique I se suicidó en los jardines de palacio el 8 de octubre de 1820. De acuerdo a la leyenda haitiana, se disparó una bala de oro. Fue enterrado posteriormente en la ciudadela.
Su hijo y heredero al trono, Jacques-Victor Henry, Príncipe Real de Haití fue golpeado hasta la muerte por los revolucionarios en el palacio el 18 de octubre de 1820.
Por otra parte, el palacio comparte su nombre con otro líder revolucionario haitiano, el coronel Jean-Baptiste Sans Souci. Era un esclavo africano que pudo haber tomado su nombre del barrio, cercano a la parroquia de Grande Rivière, donde fue almirante en la guerra contra los franceses en 1791. Cuando Henri Christophe y otros líderes militares se separaron de los franceses, le pidieron a Sans Souci unirse a sus filas, pero este se negó, y vio a Christophe como un traidor. Unos diez años antes de la construcción del palacio, el futuro rey de Haití le envió un mensaje conciliador en el que lo invitaba a su cuartel general en Grand Pré. Cuando Sans Souci llegó a la plantación, los guardias de Christophe atacaron a Sans Souci y su pequeño grupo de guardias hasta la muerte.
Algunos eruditos del tema  plantean que Christophe se habría inspirado en el palacio de Sanssouci del rey prusiano Federico II el Grande que se encuentra en Potsdam, y es considerado un símbolo de la Ilustración europea.
Un fuerte terremoto en el año 1842 destruyó la mayor parte del palacio y devastó la ciudad cercana de Cap-Haïtien / Kap Ayisyen, y el palacio ya no sería reconstruido desde entonces, habiendo sido descrito por algunos como el equivalente caribeño del Palacio de Versalles en Francia.